# Tag Rugby
Tag Rugby ist eine kontaktlose Sportart aus der Mannschaftssportfamilie des Rugby, die sich unmittelbar aus der kontaktarmen Variante Touch Rugby entwickelt hat und vorrangig im Jugend- oder Breitensport zum Einsatz kommt.

## Regeln
Das Spiel wird von zwei Mannschaften mit je sieben Spielern gespielt. Jeder Spieler trägt einen Gürtel oder eine Hose mit zwei Klettbändern. Die verteidigenden Spieler müssen eines dieser Bänder ziehen, um den Ballträger zum Passen zu zwingen. Dieser „Tag“ genannte Vorgang ersetzt das im Rugby übliche Tiefhalten beziehungsweise den „Touch“ im Touch Rugby. Die Angreifer erzielen einen Punkt durch einen Versuch, indem sie den Ball im gegnerischen Malfeld kontrolliert ablegen, bevor sechsmal ein Tag den jeweiligen Ballträger gestoppt hat.

## Ligen
Besonders in Irland (inklusive Nordirland) ist dieser Sport sehr populär und wird von der „Irish Tag Rugby Association“ (ITRA) betrieben und gefördert. Viele Unternehmen bezahlen oder sponsern eigene Mannschaften zur Freizeiterholung ihrer Mitarbeiter. Die ITRA betreibt vier verschiedene Wettbewerbe:
- Social: In dieser Liga spielen gemischtgeschlechtliche Mannschaften, wobei jeweils mindestens drei Frauen gleichzeitig auf dem Platz stehen müssen. Versuche, die von Frauen gelegt werden, zählen dreimal so viel wie Versuche von Männern. Social Tag ist die beliebteste Variante in Irland.
- Super: Früher unter dem Namen Max bekannt, ist Super Tag schnellste Form des Tag Rugby und wird von ausschließlich männlichen Mannschaften gespielt.
- Im Gegensatz dazu spielen in der Women's League ausschließlich reine Frauenmannschaften.
- In der Veteran's League spielen vorzugsweise Männerteams, in denen alle Spieler über 35 Jahre alt sind.

## Varianten

### Oz Tag
Oz Tag begann als Freizeitsport in Australien, mittlerweile gibt es verschiedene Wettbewerbe im ganzen Land, wobei Schwerpunkte in Sydney, Brisbane und Canberra zu finden sind. Im Grunde handelt es sich um eine kontaktlose Variante von Rugby League, in denen wie bei allen Tag-Versionen das Ziehen von Klettbändern das Tiefhalten ersetzt. Neben dem Passen ist auch das Treten des Balls erlaubt. Versuche zählen einen Punkt, der Erhöhungskick existiert nicht.

### Mini Tag
Mini Tag ist die offizielle Rugbyform des englischen Verbandes im Rugby Union für Spieler im Alter von unter acht Jahren.

### Wheelchair Power Tag Rugby
Wheelchair Power Tag Rugby ist eine Rugbyvariante, die auf einem überdachten Spielfeld von zwei Mannschaften mit je drei Rollstuhl fahrenden Spielern gespielt wird. Dieser körperkontaktlose Sport wird mit einem Rugbyball mittlerer Größe gespielt.